# 軽佻浮薄なる霊の者ども
軽佻浮薄なる霊の者ども（けいちょうふはくなるれいのものども、Leichtgesinnte Flattergeister）は、ヨハン・ゼバスティアン・バッハの教会カンタータ。BWV181番。

## 構成
聖句はルカ8:4-15のイエス・キリストのたとえ話「種が蒔かれた地面のたとえ」。種とは神のことばである。教会暦復活祭前第8主日。初演1724年2月13日

### 1.アリア
軽佻浮薄な者どもは神のみことばを台無しにする。悪魔の業により。

### 2.レチタティーヴォ
道端におちた種、サタンにみことばを奪われ、盲目になった。かたくなな心により滅んでしまう。

### 3.アリア
いばらの中の種、富を求め、地獄の永遠の火の苦しみを受ける。

### 4.レチタティーヴォ
よい地にまかれた種。神のみことばは永遠のいのちを結ばせる。

### 5.コラール
神よ。みことばをあたえ、よい地とならしめてくださる方。